# Régusse
Régusse (okzitanisch Regussa) ist eine französische Gemeinde mit 2403 Einwohnern (Stand 1. Januar 2022) im Département Var in der Region Provence-Alpes-Côte d’Azur. Sie gehört zum Kanton Flayosc im Arrondissement Brignoles.

## Geografie
Régusse liegt drei Kilometer von Moissac-Bellevue, sieben Kilometer von Aups und Montmeyan und zwölf Kilometer vom Lac de Sainte-Croix entfernt auf einer felsigen Bergkuppe zwischen einer fruchtbaren Ebene und bewaldeten Hügeln. Die Gemeinde liegt im Regionalen Naturpark Verdon.
Das Dorf Saint-Jean im Norden der Gemeinde entstand in den 1980er Jahren als Neubaugebiet um die gleichnamige Kapelle, um der Abwanderung entgegenzuwirken.

## Geschichte
Die Ursprünge der Gemeinde Régusse gehen bis in die römische Zeit zurück, als auf keltisch-ligurischen Fundamenten eine Siedlung auf einem felsigen Hügel entstand, der Régussia genannt wurde.
Im Mittelalter spielte der Templerorden und die Kommende Saint Maurin in Montmeyan eine wichtige Rolle. Im Jahr 1274 war der Ort ein Lehen des Ordens, bis er 1309 zum königlichen Land wurde. 1319 ging die Herrschaft an die Johanniter und über Arnaud de Trians durch Heirat an die Familie Castellane, die sie im 16. Jahrhundert an César-Antoine d’Albert verkaufte.
Während der Hugenottenkriege wurde das Dorf belagert, besetzt und schließlich von seinen Einwohnern verlassen. Ab 1580 begann der Wiederaufbau des Ortes durch ungarische Siedler. Albert verkaufte den Ort 1613 an Michel de Grimaldi. 1649 wurde der Ort zugunsten seines Sohnes Gaspard de Grimaldi zum Marquisat ernannt. Seine Herrschaft umfasste die Dörfer Saint-Martin, Villeneuve, La Tour, die Baronie Roumoules, Pailouvier und Riez.
1840 verlor der Nachbarort Villeneuve (auch Villeneuve-Coutelas) seine Selbständigkeit und wurde in die Gemeinde Régusse eingegliedert. 1875 übergab das Dorf die Glocke seiner Kapelle an die Kirche Saint-Laurent in Régusse.

### Bevölkerung
Aufgrund eines anhaltend hohen Migrationsgewinnes konnte sich die Bevölkerung der Anfang der 1960er Jahre nur 207 Einwohner zählenden Gemeinde bis zur Erhebung des Jahres 2006 trotz einer durchgängig negativen Geburtenziffer mehr als verachtfachen.
| Jahr      | 1962 | 1968 | 1975 | 1982 | 1990 | 1999 | 2006 | 2015 |
| Einwohner | 207  | 272  | 326  | 482  | 820  | 1137 | 1707 | 2512 |

## Sehenswürdigkeiten
Der auf einer felsigen Anhöhe gelegene Ort konnte Überreste seiner einstmaligen Befestigungsanlage und zahlreiche bemerkenswerte alte Gebäude erhalten.
- Die Kapelle Notre-Dame de la Miséricorde wurde erstmals 1642 erwähnt. Sie diente einer Bruderschaft der Weißen Büßer zum Gebet. Heute beherbergt sie das Museum Maison du Combattant.
- Die Kapelle Saint-Jean d’Albert entstand im 17. Jahrhundert.
- Die Kirche Saint-Laurent wurde 1676 errichtet.
- Die als Inscrit Monument Historique eingetragenen Windmühlen wurden im 12. und 13. Jahrhundert errichtet und 1995 restauriert. In einer der beiden Mühlen wurde ein Museum für landwirtschaftliche Werkzeuge eingerichtet, die andere ist wieder als Mehlmühle in Betrieb. Die Windmühlen der Provence gehen auf den Templerorden zurück, die das Konzept aus dem heiligen Land übernahmen. Noch im Jahr 1811 produzierten die Mühlen jährlich über 50 Tonnen Mehl, lagen dann aber bis zu ihrer Restaurierung still. Die Konstruktion der provenzalischen Windmühlen ist an die beiden vorherrschenden Winde, den Ostwind und den Mistral angepasst, indem sich das Kegeldach und die Flügel ausrichten lassen.